# Skwer im. Henryka Dubaniewicza w Łodzi
Skwer im. Henryka Dubaniewicza (potocznie Skwer Dubaniewicza, dawniej Skwer Młodości) – obszar zieleni miejskiej położonej w Łodzi w dzielnicy Górna między ulicami Paderewskiego, Strycharską, Ciołkowskiego, a Zakopiańską. Powierzchnia skweru wynosi około 5 hektarów.

## Historia
Skwer powstał w 1964 roku. Centralnym punktem skweru jest zmodernizowana w latach 1998-1999 fontanna. W pobliżu znajduje się plac zabaw dla dzieci. Od strony ulicy Strycharskiej do skweru przylega boisko sportowe i odkryta siłownia na świeżym powietrzu (ustawiona w 2002 roku, jest to jedna z pierwszych takich siłowni w Łodzi). Ze względu na bliskość szkół, skwer jest miejscem wypoczynku dla dzieci i młodzieży.

### Pomnik Moniki Łódzkiej
Wraz z powstaniem skweru, umiejscowiono w nim od strony ul. Paderewskiego białą rzeźbę przedstawiająca młodą kobietę, której autorem jest Kazimierz Moczkowski. Rzeźbę nazwano pomnikiem Moniki Łódzkiej. Ma się ona odwoływać do legendy, według której matka porzuciła córkę w pobliskim parku, jednak poruszona wyrzutami sumienia, powróciła do dziecka. Do kocyka, w który była owinięta dziewczynka, przypięła karteczkę z informacją: „Przyszłam na świat 4 maja, w dniu św. Moniki, i dlatego dano mi to imię. Jestem już ochrzczona z wody”. Według opowieści, dziecko zostało odnalezione przez łódzką rodzinę, która początkowo je przygarnęła. Ostatecznie dziewczynka trafiła do Zakładu Wychowawczego w Warszawie, gdzie nadano jej imię Monika Łódzka.

## Otoczenie skweru
Od strony wschodniej parku znajduje się budynek IX Liceum Ogólnokształcącego im. Jarosława Dąbrowskiego oraz Liceum Ogólnokształcącego dla Dorosłych. Od strony północnej – Kościół pw. św. Łukasza Ewangelisty i św. Floriana Męczennika. Od strony zachodniej – Szkoła Podstawowa nr 51 im. Stefana Linkego. Po drugiej stronie ulicy Paderewskiego (na południe) znajduje się stadion Klubu Sportowego Tęcza i Gimnazjum nr 37.

## W pobliżu
- Czerwony rynek
- Park im. Legionów
- Wojewódzki Szpital Specjalistyczny im. M. Kopernika